# دوغ إليس
دوغ إليس (بالإنجليزية: Doug Ellis)‏‏ (3 يناير 1924 في تشيشير - 11 أكتوبر 2018 ) رائد أعمال من المملكة المتحدة.

## الجوائز
- نيشان الامبراطورية البريطانية من رتبة ضابط